# Křižovatka (okres Cheb)
Obec Křižovatka (německy Klinghart) je obec nacházející se v okrese Cheb, v Karlovarském kraji. Žije zde 261 obyvatel. 
V roce 2012 se obec stala „Vesnicí roku Karlovarského kraje“.

## Historie
První písemná zmínka o obci pochází z roku 1382, ale její vznik je datován až do první poloviny 12. století.
30. září 1938 byl u železničního přejezdu na jihozápad od obce henleinovskými povstalci smrtelně zraněn dozorce finanční stráže František Karásek. Zemřel v nemocnici v Aši o den později.

## Obyvatelstvo
Při sčítání lidu v roce 1921 zde žilo 547 obyvatel, z nichž bylo 543 německé národnosti a čtyři byli cizozemci. K římskokatolické církvi se hlásilo 545 obyvatel, dva k církvi evangelické.
| Rok            | 1869 | 1880 | 1890 | 1900 | 1910 | 1921 | 1930 | 1950 | 1961 | 1970 | 1980 | 1991 | 2001 | 2011 |
| -------------- | ---- | ---- | ---- | ---- | ---- | ---- | ---- | ---- | ---- | ---- | ---- | ---- | ---- | ---- |
| Počet obyvatel | 648  | 600  | 550  | 532  | 584  | 547  | 613  | 289  | 252  | 242  | 233  | 217  | 232  | 232  |
| Počet domů     | 70   | 76   | 77   | 77   | 78   | 78   | 86   | 73   | 74   | 55   | 53   | 57   | 56   | 69   |

| Rok            | 1869 | 1880 | 1890 | 1900 | 1910 | 1921 | 1930 | 1950 | 1961 | 1970 | 1980 | 1991 | 2001 | 2011 |
| -------------- | ---- | ---- | ---- | ---- | ---- | ---- | ---- | ---- | ---- | ---- | ---- | ---- | ---- | ---- |
| Počet obyvatel | 994  | 977  | 875  | 838  | 917  | 864  | 944  | 401  | 327  | 304  | 286  | 261  | 266  | 258  |
| Počet domů     | 114  | 123  | 125  | 123  | 124  | 123  | 133  | 117  | 74   | 68   | 65   | 71   | 70   | 83   |

## Části obce
- Křižovatka
- Nová Ves (katastrální území Nová Ves u Křižovatky a Mostek u Křižovatky)

V letech 1961–1991 k obci patřil i Velký Luh.

## Pamětihodnosti
- Kostel svaté Kateřiny z počátku 13. století. Poslední přestavba proběhla v roce 1770.
- Přírodní rezervace Děvín v k. ú. obce